# Temperatura homologiczna
Temperatura homologiczna – stosunek danej temperatury materiału do jego temperatury topnienia wyrażonych w skali bezwzględnej (tj. w kelwinach):
Thom = T/Ttopn.